# De zwarte diamant
De zwarte diamant is het 288e stripverhaal van de stripreeks Jommeke. De reeks wordt getekend door Studio Jef Nys. Het album verscheen op 7 februari 2018.

## Personages
- Jommeke
- Flip
- Filiberke
- De Miekes
- Filette en Xavier Roest
- kleine rollen : Oscar Metal, Gonzales, Rosa Metal, Gravin Van Stiepelteen, Choco, Martha, Pekkie, Clo-Clo Philippe

## Verhaal
Tijdens een avontuurlijke tocht in het Braziliaanse oerwoud vindt een rijke industrieel, Oscar Metal, een zwarte diamant. Het verhaal gaat meteen vijf jaar verder, wanneer Oscar al overleden is. Zijn weduwe, Rosa Metal, moet geopereerd worden en vraagt haar vriendin Gravin van Stiepelteen om hulp voor het verzorgen van haar vele huisdieren terwijl ze in het ziekenhuis verblijft. Ze besluiten de Miekes in te schakelen hiervoor. De vrienden komen hen helpen.
Via via verneemt Filette, de zuster van Rosa, dat Rosa er enige tijd niet is. Zij wil samen met haar man de zwarte diamant stelen. Het koppel heeft een handel in oud ijzer en zij is jaloers op de rijkdom van haar zuster. De plannen van Filette worden echter verstoord door de aanwezigheid van de vrienden. Een eerste plan om 's nachts te gaan spoken aan het slaapkamerraam mislukt en ook een inbraakpoging mislukt doordat Xavier een aquarium omver loopt. En ook een tweede inbraak mislukt doordat de vrienden een nieuwe inbraak verwachtten. Daarop besluit Filette hardere maatregelen te treffen. Ze ontvoeren de Miekes en dwingen Jommeke en Filiberke om de zwarte diamant voor Filette te zoeken. Samen gaan ze op zoek naar de brandkast. Filiberke ontdekt die verborgen in een slaapkamermeubel, maar ze slagen er niet in de deur ervan te openen. Daarop keert Filette terug naar huis om Xavier met een snijbrander te halen. Flip kan haar volgen en vindt zo de Miekes.
De Miekes maakten ondertussen kennis met Xavier die volgens hen een brave man is die onder de sloef van zijn vrouw ligt. Hij vertelde hen zelfs waar de sleutel van hun boeien ligt, waarop Flip hen kan bevrijden. Ondertussen openen Filette en Xavier de kluis en vinden de diamant. De vrienden weten ondertussen dat de Miekes ontsnapt zijn en proberen de diamant af te nemen. Bij deze poging komt Rosa plots terug binnen en verneemt dat haar zuster de diamant wou stelen. Geconfronteerd met haar zus biecht Filette alles op. Rosa krijgt de diamant terug en slaat die kapot om aan te tonen dat ze een glazen replica gestolen hadden. De echte diamant blijkt verwerkt in een Boeddhabeeld die gewoon in het huis stond en die niemand opmerkte. Rosa besluit echter de diamant aan haar zuster te schenken zodat deze een nieuwe start kan nemen.

## Trivia
- Flip komt in het huis al snel in ruzie met de papegaai van Rosa die 'Philippe' heet, op zijn Frans en die pocht over zijn afkomst.
- De verhaallijn is gebaseerd op een van de veelvoorkomende thema's, waarbij de vrienden een schat vinden of beschermen van een oudere dame.
- Het scenario werd geschreven door Edwin Wouters, Jef Nys' eerste vaste medewerker die al meerdere albums 'anoniem' voor de reeks tekende, maar inmiddels op pensioen is.